# دنیس استرکر
دنیس استرکر (انگلیسی: Denis Streker؛ زادهٔ ۶ آوریل ۱۹۹۱) بازیکن فوتبال اهل آلمان است.
از باشگاه‌هایی که در آن بازی کرده‌است می‌توان به باشگاه فوتبال رید، باشگاه فوتبال دینامو درسدن، باشگاه فوتبال هوفنهایم، و باشگاه فوتبال وهن ویسبادن اشاره کرد.